# Adam Sasbout

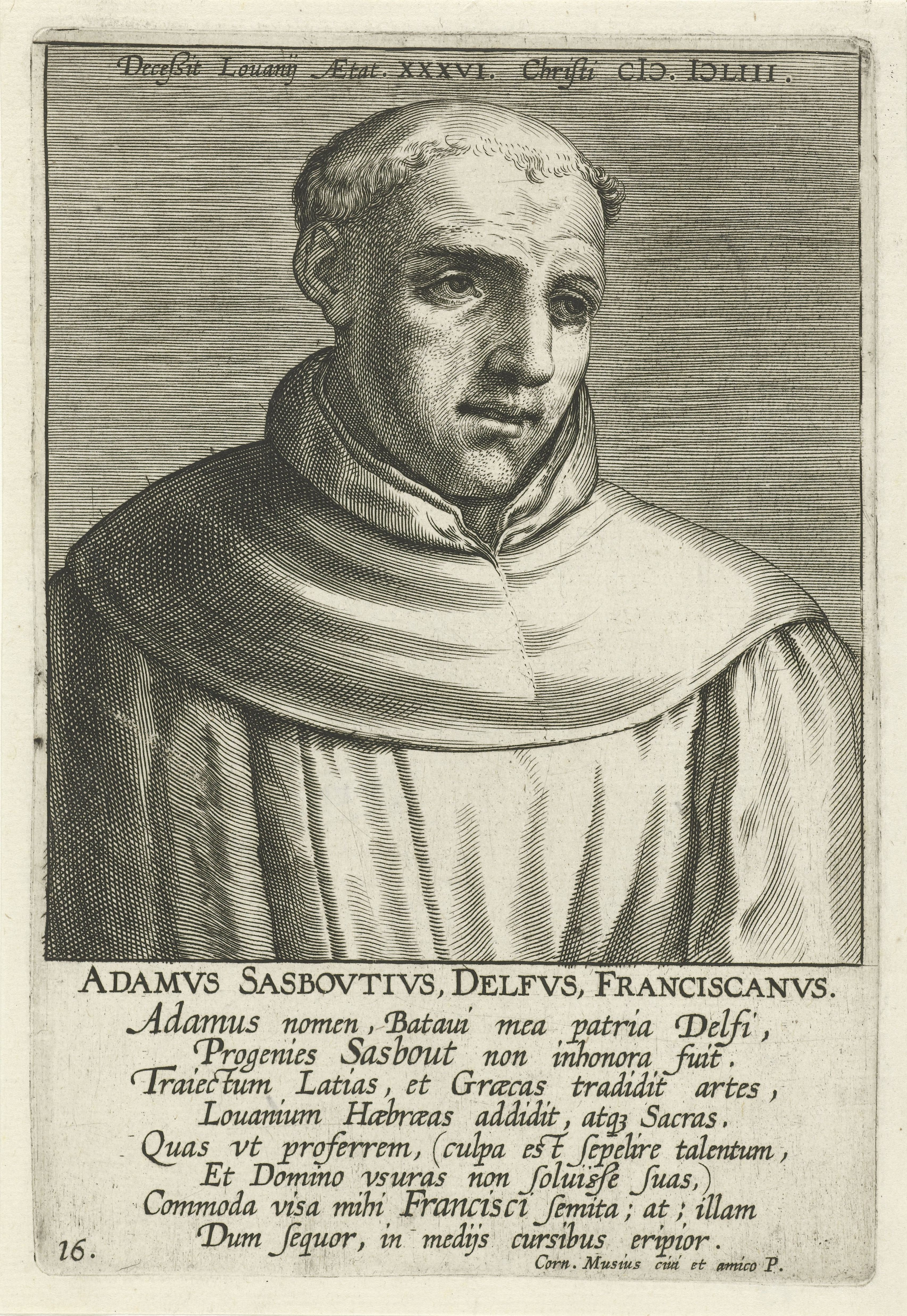
Adam Sasbout

Adam Sasbout (Delft, 21 december 1516 – Leuven, 21 maart 1553) was een minderbroeder en classicus. Hij predikte aan de Universiteit Leuven, in de Spaanse Nederlanden.

## Latijnse namen
- Adamus Sasboldus Delfius
- Adamus Sasboldus Delphius

## Levensloop

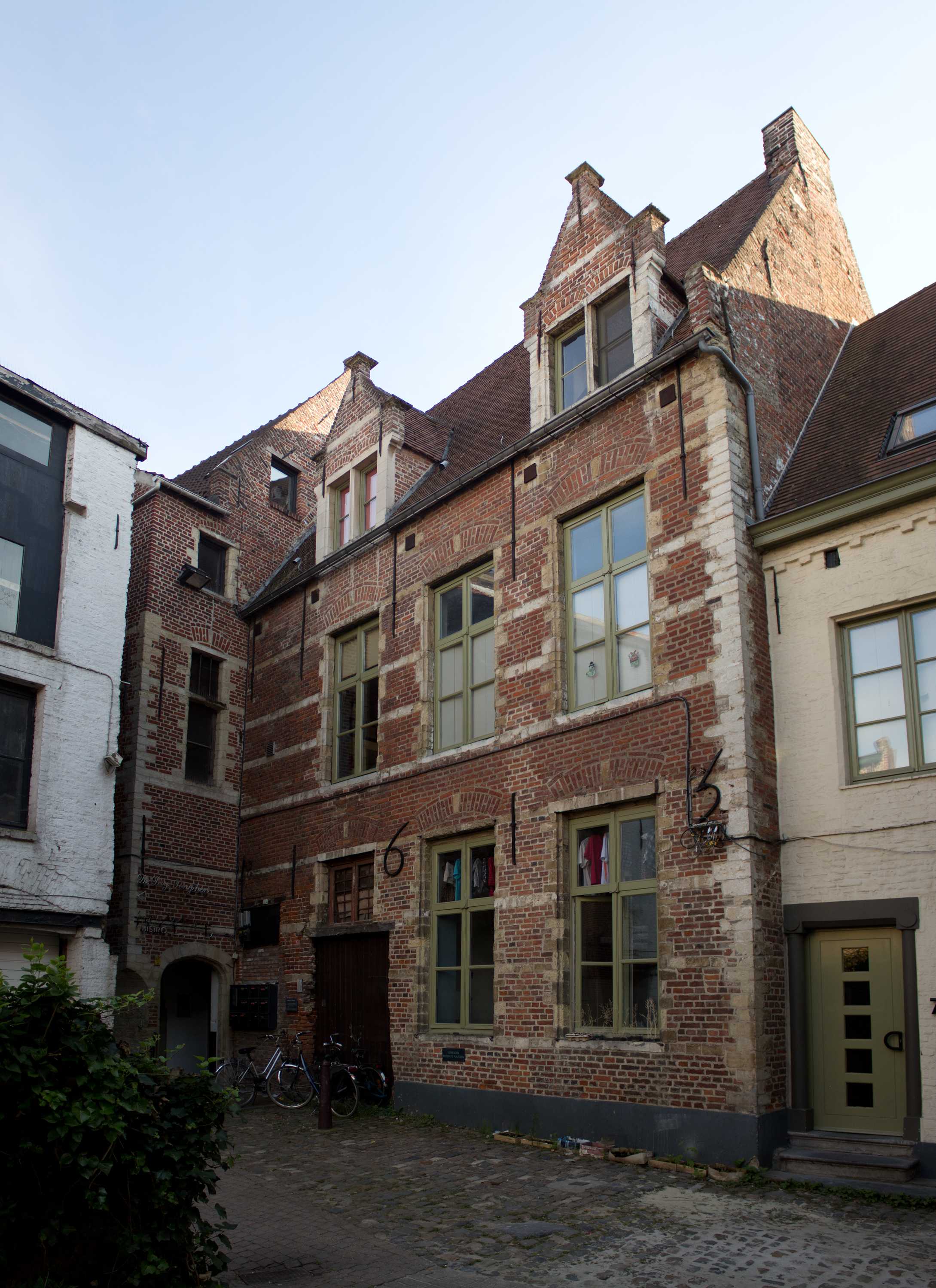
Drietalencollege in Leuven (België)

Sasbout was een telg uit een patriciërsgeslacht in Delft (graafschap Holland). Hij volgde middelbare studies in Delft en Utrecht. Aan de Universiteit Leuven (hertogdom Brabant) studeerde hij filosofie en klassieke talen. Hij verbleef in de Pedagogie De Burcht. In het Drietalencollege bekwaamde hij zich in Oudgrieks, Latijn en Hebreeuws. Aan de leeftijd van 18 jaar kon hij vlot Latijnse verzen opstellen.
In 1542 werd Sasbout tot priester gewijd en in 1544 werd hij monnik. Hij trad toe in het minderbroederklooster van Leuven. In het klooster was hij docent bijbelteksten. Tevens predikte hij, in het Latijn, aan de universiteit van Leuven. De publicaties van zijn sermoenen waren zowel in het Latijn als vertalingen naar het Nederlands. Zijn neef Sasbout Vosmeer verzorgde de postume publicaties; ook de minderbroederkloosters van Leuven en Delft zetten zich hiervoor in.

## Werken
- Conciones tres super Scripturam Levitici (Leuven, 1552)
- Oratio quodlibetica et funebris (Leuven, 1552)
- Memento homo quod pulvis es (Leuven, 1553)
- Opus Homiliarum fratris Adami Sasbout Delphii jam recens auctum et majori cura emendatum ; accedit Oratio quodlibetica et funebris (Leuven, 1556). Dit werk van sermoenen is in de 17e eeuw heruitgegeven.
- In Esaiam prophetam commentaria, opera et industria Cornelii Verburchii Delphii in lucem edita; quibus praemisit tractatum de Scripturarum sensibus (Leuven, 1556)
- In omnes Domini Pauli et quorumdam aliorum Apostolorum Epistolae explicatio Fratris Adami Sasbout, Minoritae, opera et industria Cornelii Verburch Delphii in lucem edita (Antwerpen, 1561).
- Oratio quodlibetica de vera Christi Ecclesia
- Oratio in funere Tilmanni Geldropii, collegii pontificii praesidis.

De verzamelde werken werden uitgeven onder de naam Opera Omnia in Keulen in 1568 met herdrukken in 1575 en 1580. Hiervan bestaat er ook een Nederlandse vertaling met de titel: Devote ende seer gheestelijke Sermonen in den Latijn eerstmael gehadt ende vercondicht voor de gheleerden ende studenten der Universiteyt van Loeven bij den gheleerden ende devoten pater Broeder Adam Sasbout van Delft, leesmeester der Heilige Schriftueren in derselver Universiteyt ende religioos der oorde van der Minrebroeders ende nu ghetranslateert ende overgheset in duytsche tot ghemeen profijt, vermaninghe, onderwys ende salicheyt van allen goetwillighen christen menschen (Leiden 1569 met herdruk in Leuven in 1614).
- Catàleg d'autoritats de noms i títols de Catalunya: 981058517678706706
- Gemeinsame Normdatei: 100405568
- International Standard Name Identifier: 0000 0000 6633 0847
- Nationale Bibliotheek van Tsjechië: ola2014834129
- Nederlandse Thesaurus van Auteursnamen: 072074906
- Istituto Centrale per il Catalogo Unico: RMLV022835
- LIBRIS: 383054
- Système universitaire de documentation: 071593187
- Virtual International Authority File: 59431418